# 澳洲島嶼列表
澳洲國土面積774萬平方公里，除了澳大利亞大陸本土外，尚有超過8,000座島嶼。其中以塔斯馬尼亞島面積最大，達64,500平方公里。澳洲亦有多處海外領土，如諾福克島、科科斯（基林）群島等。

## 面積最大者
面積超過1,000平方公里的島嶼：
1. 塔斯馬尼亞島，64,519km²
2. 梅爾維爾島，5,786km²
3. 袋鼠島，4,405km²
4. 格魯特島，2,326km²
5. 巴瑟斯特島，1,693km²
6. 弗雷澤島，1,655km²
7. 費蓮達島，1,367km²
8. 金島，1,098km²
9. 莫寧頓島，1,002km²

## 北領地
- 佩龍群島（英语：Peron Islands）
- 奎爾島（英语：Quail Island (Northern Territory)）
- 弗農群島（英语：Vernon Islands）
- 提維群島
  - 巴瑟斯特島
  - 梅爾維爾島
- 克羅克爾島（英语：Croker Island）
- 古爾伯恩群島（英语：Goulburn Islands）
- 韋塞爾群島
- English Company's Islands
  - Inglis Island
  - Cotton Island
  - Wigram Island
- 布雷莫島（英语：Bremer Island）
- 比克頓島（英语：Bickerton Island）
- 格魯特島
- Sir Edward Pellew Group of Islands

## 昆士蘭州
- 韋爾斯利群島
  - 莫寧頓島
- 托雷斯海峽群島
- 弗林德斯島
- 蜥蜴島（英语：Lizard Island）
- 斐茲洛伊島
- 辛琴布魯克島（英语：Hinchinbrook Island）
- 大棕櫚島（英语：Great Palm Island）
- 磁島
- 聖靈群島
  - 海曼島
  - 虎克島（英语：Hook Island）
  - 聖靈島
  - 漢密爾頓島
  - 蓮達文島
  - Shaw Island
- 諾森伯蘭群島（英语：Northumberland Islands）
- 科爾提斯島（英语：Curtis Island, Queensland）
- 弗雷澤島
- 布賴比島
- 摩頓島
- 皮爾島
- 北斯德布魯克島
- 南摩頓灣群島
  - Macleay Island
  - Lamb Island
  - Karragarra Island
  - Russell Island
- 南斯德布魯克島

## 新南威爾斯州
- 布羅頓島 (新南威爾斯州)（英语：Broughton Island (New South Wales)）
- 鯊魚島
- 普爾巴島
- 霍克斯伯里河河島
  - Spectacle Island
  - Long Island
  - 丹加爾島（英语：Dangar Island）
- 豪勳爵島

## 維多利亞州
- 蓋波島（英语：Gabo Island）
- 雷蒙島（英语：Raymond Island）
- 聖瑪格麗特島
- 星期日島
- 蛇島
- 法國島（英语：French Island (Victoria)）
- 菲利普島
- 天鵝島（英语：Swan Island (Victoria)）

## 塔斯馬尼亞州
- 霍根島（英语：Hogan Island）
- 肯特群島（英语：Kent Group）
- 弗諾群島
  - 費蓮達島
  - 巴倫角島
  - 克拉克島（英语：Clarke Island (Tasmania)）
- 塔斯馬尼亞本島
- 斯考頓島（英语：Schouten Island）
- 瑪麗亞島
- 布魯尼島
- 馬特蘇克群島（英语：Maatsuyker Islands）
- 金島
- 杭特島（英语：Hunter Island (Tasmania)）
- 三哈莫克島（英语：Three Hummock Island）
- 羅賓斯島（英语：Robbins Island (Tasmania)）
- 麥覺理島

## 南澳洲
- 辛德馬許島（英语：Hindmarsh Island）
- 袋鼠島
- 瓦爾丹島
- 約瑟夫·班克斯爵士群島（英语：Sir Joseph Banks Group）
- 甘比爾群島
- 蒂索島（英语：Thistle Island）
- 尼普頓群島（英语：Neptune Islands）
- 弗林德斯島
- 佩爾森群島（英语：Pearson Isles）
- 納茨群島（英语：Nuyts Archipelago）
  - Eyre Island
  - Franklin Islands
  - St Peter Island
  - Goat Island
  - Evans Island
  - Lacy Island
  - St Francis Island
  - Masillon Island
  - Fenelon Island

## 西澳洲
- 勒謝什群島（英语：Recherche Archipelago）
- 波爾德島（英语：Bald Island）
- 麥克馬斯島
- 布雷克西島
- 伊科利普斯島
- 查塔姆島（英语：Chatham Island (Western Australia)）
- 花園島（英语：Garden Island (Western Australia)）
- 羅特尼斯島
- 豪特曼阿布羅略斯
- 德克哈托格島
- 法赫島（英语：Faure Island）
- 多爾島
- 貝尼爾島（英语：Bernier Island）
- 巴羅島
- 丹皮爾群島（英语：Dampier Archipelago）
- 布卡尼爾群島（英语：Buccaneer Archipelago）
- 波拿巴群島（英语：Bonaparte Archipelago）
- 葛拉罕·摩爾爵士群島（英语：Sir Graham Moore Islands (Western Australia)）
- 阿道弗斯島

## 海外領土
- 阿什莫爾和卡捷群島
- 聖誕島
- 科科斯（基林）群島
- 赫德島和麥克唐納群島
- 珊瑚海群島
- 諾福克島